# Yutaka Kume
Yutaka Kume (japonès: 久米 豊)  (Tòquio, 20 de maig de 1921 - 10 de setembre de 2014) va ser un empresari japonès, fill d'un petit comerciant i setè de nou germans.

## Biografia
Es llicencià en enginyeria aeronàutica a la Universitat Imperial de Tòquio en 1944. El 1946 començà a treballar a l'empresa Nissan Motors, de la que en fou president del 1985 al 1992 i des del seu càrrec va impulsar un canvi intern en l'organització i en la producció de nous models de vehicles que va facilitar l'expansió mundial de l'empresa i la seva introducció al mercat europeu i nord-americà, amb l'obertura d'una factoria a Sunderland (Anglaterra) el 1986.
El 1990 va rebre la Creu de Sant Jordi de la Generalitat de Catalunya per haver impulsat la creació a Catalunya de la factoria Nissan-Motor Ibérica a la Zona Franca de Barcelona. De 1990 a 1994, Kume fou cap de la Japan Automobile Manufacturers Association (JAMA).
Va morir d'un càncer d'estómac el 10 de setembre de 2014.